# Fontaine des Grenouilles (Séville)
 (avril 2019).
 (avril 2019).
Si vous disposez d'ouvrages ou d'articles de référence ou si vous connaissez des sites web de qualité traitant du thème abordé ici, merci de compléter l'article en donnant les références utiles à sa vérifiabilité et en les liant à la section « Notes et références ».
Cet article concerne la Fontaine des Grenouilles de Séville. Pour celle de Rome, voir Fontaine des Grenouilles.

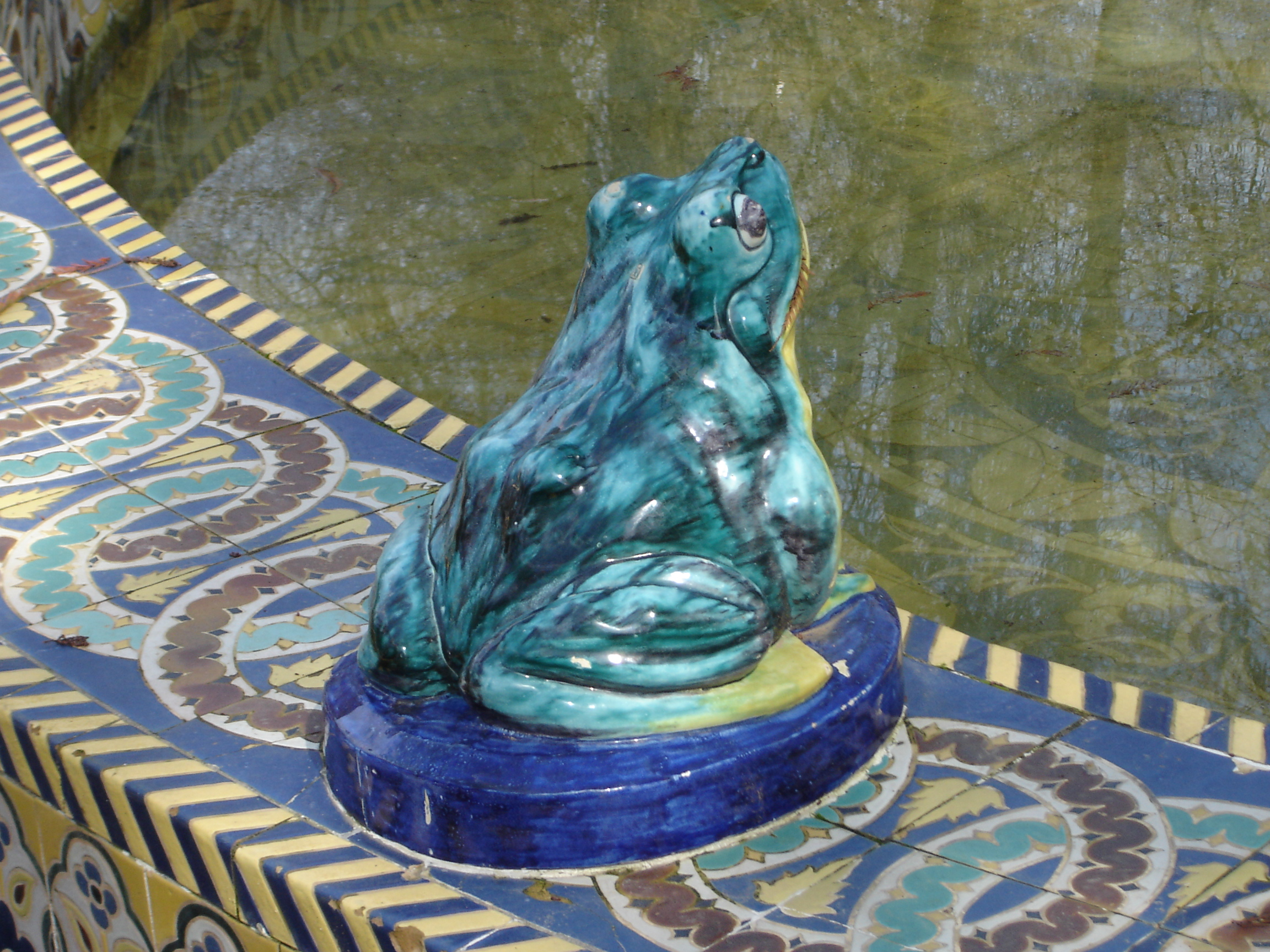
Détail d'une des grenouilles.

La fontaine des Grenouilles est située à Séville, en Andalousie (Espagne). Elle a été construite en 1914 par le céramiste Manuel García dans le parc de María Luisa dont elle est la fontaine la plus ancienne. Il en a réalisé deux copies similaires pour les villes de Santa Cruz de Tenerife et Mexico.

## Description et localisation
Huit grenouilles en céramique de couleur bleu turquoise sont placées sur la bordure du bassin. En son centre un canard blanc se tient sur une tortue à carapace verte. Les bouches des grenouilles et le bec du canard crachent de l'eau.
On trouve autour de cette fontaine des ormes champêtres (Ulmus minor).
La fontaine est située entre deux longs bassins, proches du Jardin des Lions et de l'Îlot des Canards.

## Histoire
La fontaine a été construite en 1914 lors de la conversion en parc des jardins San Telmo . Dans l'histoire contemporaine espagnole, cette fontaine fut à moitié détruite soit pendant la Guerre Civile, soit victime de vandalisme. La fontaine a ainsi dû être reconstruite à plusieurs reprises dont deux restaurations en profondeur, réalisées en 1970 et 1992,,,,,.

## Galerie

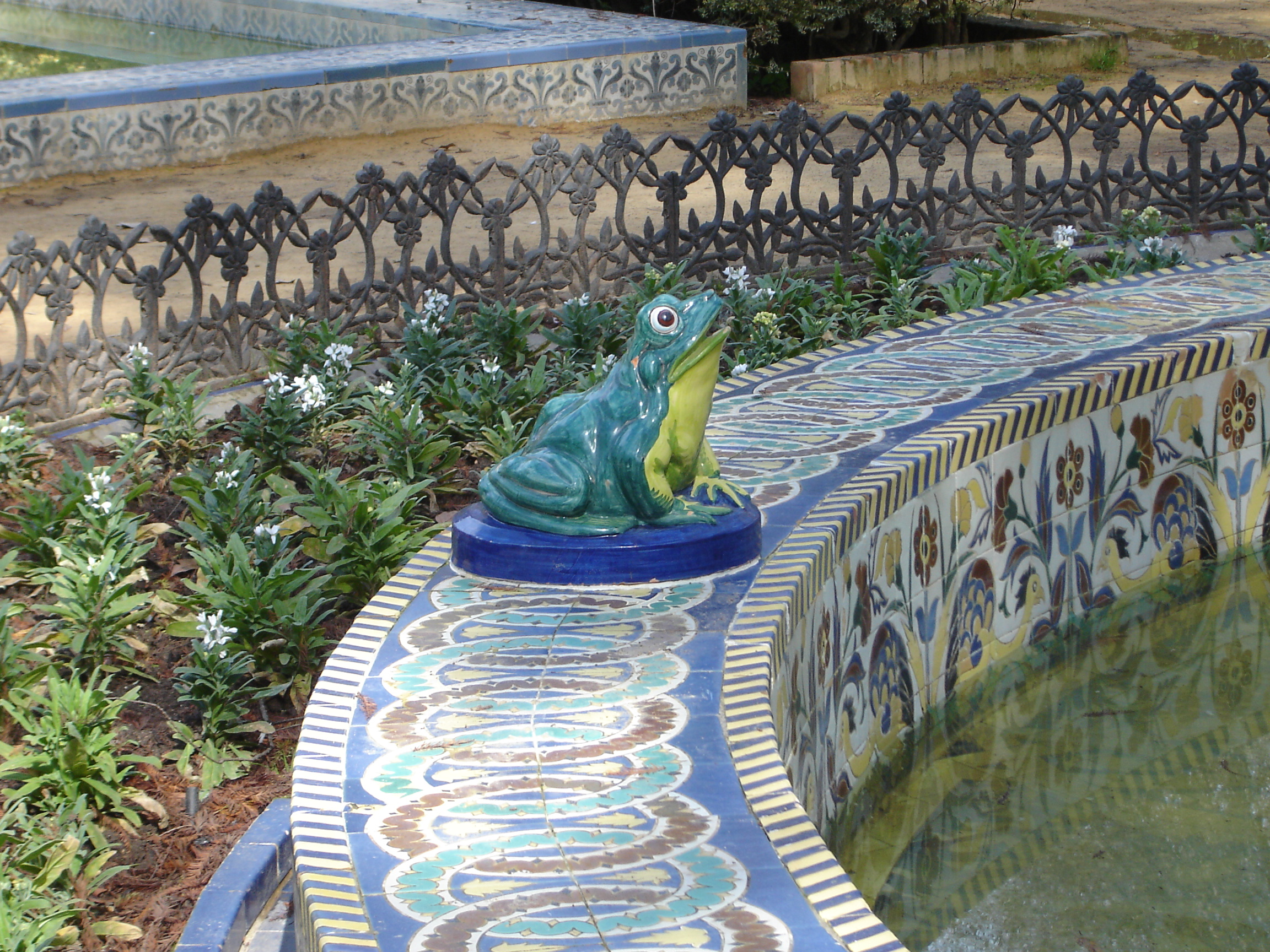
Vue d'une grenouille
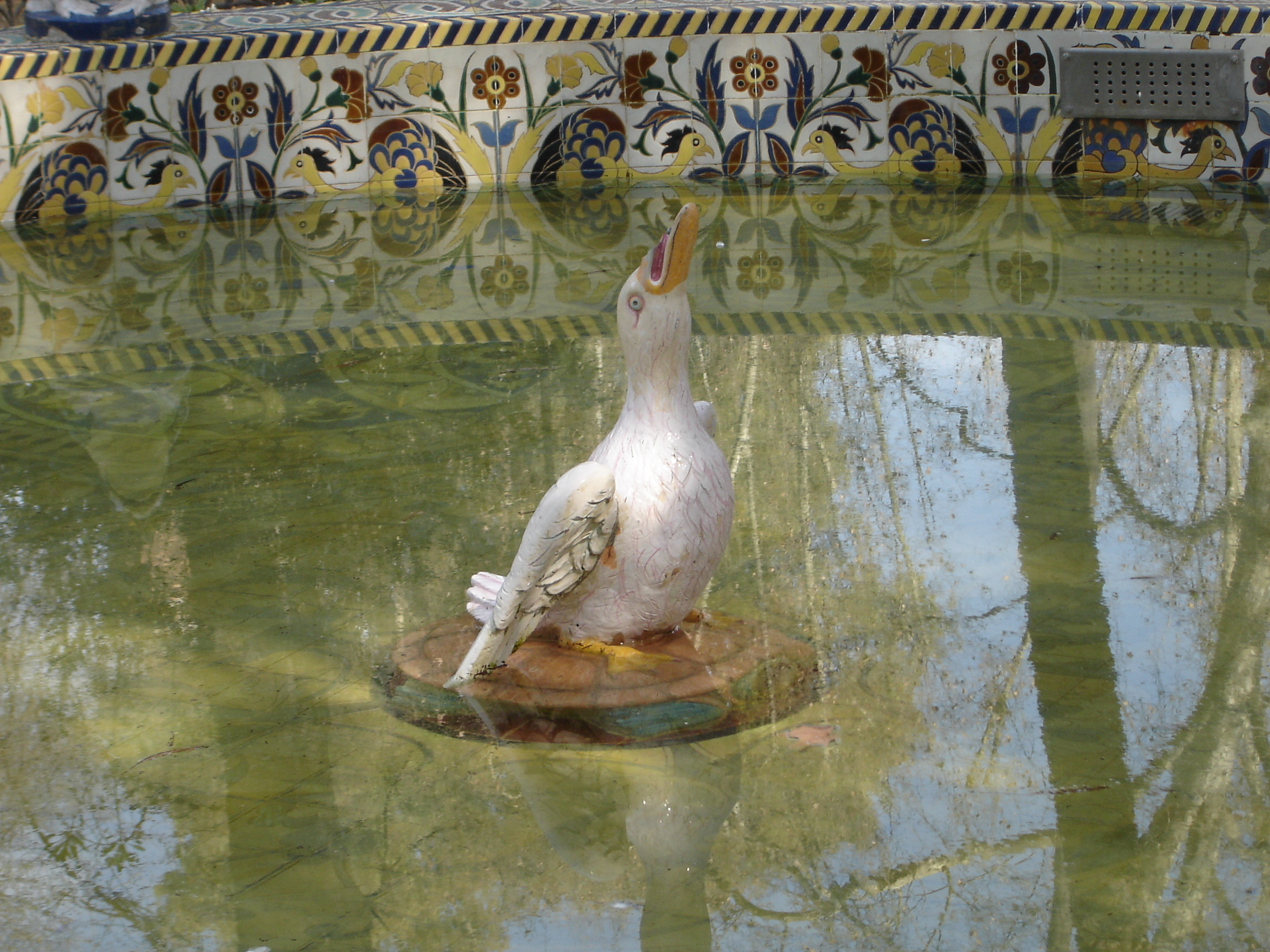
Détail du canard, au dessus d'une tortue
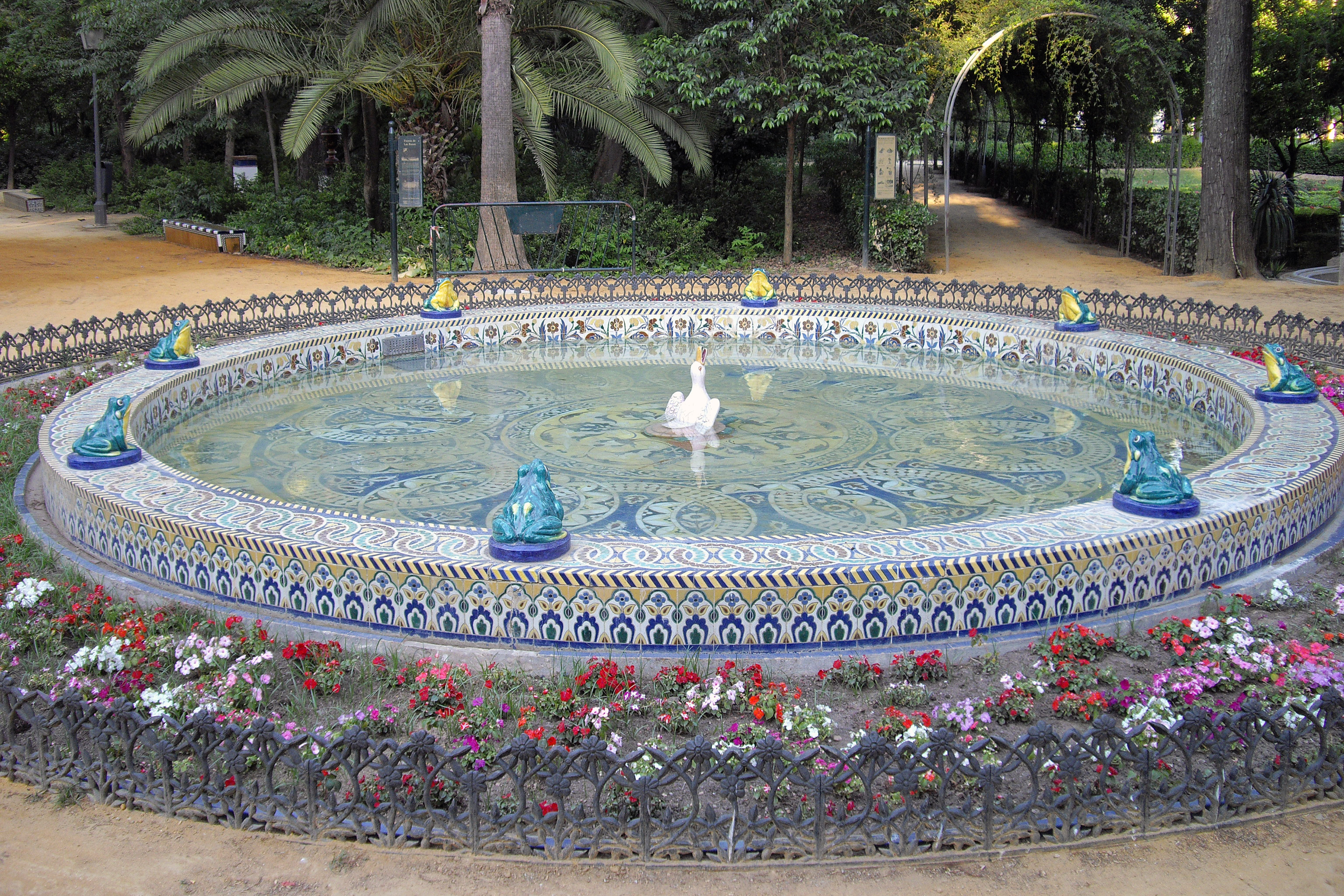
Vue générale